# Fußball-Amateurliga Schleswig-Holstein 1956/57
Die Amateurliga Schleswig-Holstein wurde zur Saison 1956/57 das zehnte Mal ausgetragen und bildete bis zur Saison 1962/63 den Unterbau der erstklassigen Oberliga Nord. Die beiden erstplatzierten Mannschaften durften an der Aufstiegsrunde zur erstklassigen Oberliga Nord teilnehmen, die Mannschaften auf den drei Plätzen mussten in die 2. Amateurliga absteigen.

## Vereine
Im Vergleich zur Saison 1955/56 veränderte sich die Zusammensetzung der Liga folgendermaßen: Der Heider SV war in die Oberliga Nord aufgestiegen, während keine Mannschaft aus Schleswig-Holstein aus der Oberliga Nord abgestiegen war. Die drei Absteiger Union-Teutonia Kiel, Eckernförder SV und 1. FC Lola hatten die Amateurliga verlassen und wurden durch die drei Aufsteiger ATSV Lübeck (Rückkehr nach einem Jahr), SC Comet Kiel und TSV Siems (beide erstmals in der Amateurliga) ersetzt. Die Liga wurde dadurch auf 16 Mannschaften reduziert.
| Verein                 | Stadt           | Kreis             | Qualifikation                         |
| ---------------------- | --------------- | ----------------- | ------------------------------------- |
| LBV Phönix             | Lübeck          |                   | 2. Platz 1955/56                      |
| Itzehoer SV            | Itzehoe         | Steinburg         | 3. Platz 1955/56                      |
| VfB Lübeck             | Lübeck          |                   | 4. Platz 1955/56                      |
| Flensburg 08           | Flensburg       |                   | 5. Platz 1955/56                      |
| Gut-Heil Neumünster    | Neumünster      |                   | 6. Platz 1955/56                      |
| TSV Kücknitz           | Lübeck          |                   | 7. Platz 1955/56                      |
| TSV Lägerdorf          | Lägerdorf       | Steinburg         | 8. Platz 1955/56                      |
| SV Friedrichsort       | Kiel            |                   | 9. Platz 1955/56                      |
| VfL Bad Schwartau      | Bad Schwartau   | Eutin             | 10. Platz 1955/56                     |
| VfB Kiel               | Kiel            |                   | 11. Platz 1955/56                     |
| FC Kilia Kiel          | Kiel            |                   | 12. Platz 1955/56                     |
| Holstein Kiel Amateure | Kiel            |                   | 13. Platz 1955/56                     |
| TSV Brunsbüttelkoog    | Brunsbüttelkoog | Süderdithmarschen | 14. Platz 1955/56                     |
| ATSV Lübeck            | Lübeck          |                   | Aufsteiger aus der 2. Amateurliga Süd |
| SC Comet Kiel          | Kiel            |                   | Aufsteiger aus der 2. Amateurliga Ost |
| TSV Siems              | Lübeck          |                   | Aufsteiger aus der 2. Amateurliga Süd |

## Saisonverlauf
Die Meisterschaft und damit die Teilnahme an der Aufstiegsrunde sicherte sich der VfB Lübeck. Als Zweitplatzierter durfte der LBV Phönix ebenfalls teilnehmen. Beide erreichten in der Aufstiegsrunde den Aufstieg in die Oberliga Nord.

### Tabelle
| Pl. | Verein                 | Sp. | S  | U  | N  | Tore    | Quote | Punkte |
| --- | ---------------------- | --- | -- | -- | -- | ------- | ----- | ------ |
| 1.  | VfB Lübeck             | 30  | 21 | 7  | 2  | 066:180 | 3,67  | 49:11  |
| 2.  | LBV Phönix             | 30  | 21 | 5  | 4  | 072:330 | 2,18  | 47:13  |
| 3.  | Itzehoer SV            | 29  | 18 | 4  | 7  | 076:260 | 2,92  | 40:18  |
| 4.  | TSV Lägerdorf          | 30  | 14 | 6  | 10 | 071:450 | 1,58  | 34:26  |
| 5.  | SV Friedrichsort       | 30  | 14 | 6  | 10 | 066:560 | 1,18  | 34:26  |
| 6.  | VfL Bad Schwartau      | 30  | 14 | 5  | 11 | 043:440 | 0,98  | 33:27  |
| 7.  | Flensburg 08           | 30  | 13 | 6  | 11 | 064:470 | 1,36  | 32:28  |
| 8.  | Holstein Kiel Amateure | 30  | 12 | 7  | 11 | 052:530 | 0,98  | 31:29  |
| 9.  | ATSV Lübeck (N)        | 30  | 12 | 6  | 12 | 041:410 | 1,00  | 30:30  |
| 10. | TSV Kücknitz           | 30  | 11 | 7  | 12 | 039:490 | 0,80  | 29:31  |
| 11. | VfB Kiel               | 30  | 11 | 6  | 13 | 053:520 | 1,02  | 28:32  |
| 12. | Gut-Heil Neumünster    | 30  | 8  | 10 | 12 | 046:600 | 0,77  | 26:34  |
| 13. | TSV Brunsbüttelkoog    | 30  | 10 | 2  | 18 | 048:820 | 0,59  | 22:38  |
| 14. | FC Kilia Kiel          | 30  | 7  | 4  | 19 | 038:740 | 0,51  | 18:42  |
| 15. | SC Comet Kiel (N)      | 30  | 3  | 7  | 20 | 044:860 | 0,51  | 13:47  |
| 16. | TSV Siems (N)          | 30  | 4  | 4  | 22 | 040:930 | 0,43  | 12:48  |

| (M) | Meister der Amateurliga Schleswig-Holstein 1955/56       |
| (A) | Absteiger aus der Oberliga Nord 1955/56                  |
| (N) | Aufsteiger in die Amateurliga Schleswig-Holstein 1956/57 |

## Aufstiegsrunde zur Amateurliga Schleswig-Holstein 1957/58
An der Aufstiegsrunde nahmen die Meister der sechs Staffeln der 2. Amateurliga teil.
| Pl. | Verein                                                     | Sp. | S | U | N | Tore    | Punkte |
| --- | ---------------------------------------------------------- | --- | - | - | - | ------- | ------ |
| 1.  | VfR Neumünster Amateure (2. Amateurliga Ost, Eiderstaffel) | 5   | 4 | 1 | 0 | 011:300 | 09:10  |
| 2.  | Schleswig 06 (2. Amateurliga Nord)                         | 5   | 3 | 0 | 2 | 016:100 | 06:40  |
| 3.  | Büdelsdorfer TSV (2. Amateurliga Ost, Fördestaffel)        | 5   | 2 | 1 | 2 | 008:700 | 05:50  |
| 4.  | Alemannia Wilster (2. Amateurliga West)                    | 5   | 2 | 0 | 3 | 008:100 | 04:60  |
| 5.  | VfL Oldesloe (2. Amateurliga Süd, Staffel Süd)             | 5   | 2 | 0 | 3 | 009:120 | 04:60  |
| 6.  | TSV Neustadt (2. Amateurliga Süd, Staffel Nord)            | 5   | 1 | 0 | 4 | 006:160 | 02:80  |

### Zusätzliche Aufstiegsspiele um den 16. Platz
Da beide schleswig-holsteinischen Vereine in der Aufstiegsrunde zur Oberliga Nord erfolgreich waren, aber nur eine Mannschaft aus Schleswig-Holstein aus der Oberliga Nord abgestiegen war, war noch ein Platz zur Saison 1957/58 zu vergeben. An den zusätzlichen Aufstiegsspielen nahmen die drei Absteiger sowie die drei unterlegenen Mannschaften der Aufstiegsrunde teil.

#### Gruppe A
| Pl. | Verein        | Sp. | S | U | N | Tore    | Punkte |
| --- | ------------- | --- | - | - | - | ------- | ------ |
| 1.  | VfL Oldesloe  | 2   | 2 | 0 | 0 | 004:100 | 04:0   |
| 2.  | SC Comet Kiel | 2   | 1 | 0 | 1 | 005:400 | 02:20  |
| 3.  | TSV Siems     | 2   | 0 | 0 | 2 | 001:500 | 0:40   |

#### Gruppe B
| Pl. | Verein            | Sp. | S | U | N | Tore    | Punkte |
| --- | ----------------- | --- | - | - | - | ------- | ------ |
| 1.  | FC Kilia Kiel     | 2   | 2 | 0 | 0 | 006:100 | 04:0   |
| 2.  | TSV Neustadt      | 2   | 1 | 0 | 1 | 004:500 | 02:20  |
| 3.  | Alemannia Wilster | 2   | 0 | 0 | 2 | 002:600 | 0:40   |

#### Entscheidungsspiel
| Datum           |               | Ergebnis |              |         |
| --------------- | ------------- | -------- | ------------ | ------- |
| 11. August 1957 | FC Kilia Kiel | 5:2      | VfL Oldesloe | Malente |